# Domenico Tuoc
Domenico Tuoc (in vietnamita Ða Minh Tước) (Trung Lao, 1775 – Nam Dinh, 2 aprile 1839) è stato un presbitero vietnamita.
Beatificato nel 1900, è stato proclamato santo da papa Giovanni Paolo II nel 1988.

## Biografia
Ða Minh Tước nacque nel 1775 nella provincia di Nam Dinh nel Tonchino, in Vietnam. Divenne un sacerdote professo dell'ordine domenicano.
Nel 1838 l'imperatore Minh Mạng ordinò una persecuzione dei cristiani vietnamiti. Domenico fu imprigionato e torturato. Morì martire il 2 aprile 1839, a Nam Dinh.

## Culto
Fu beatificato il 27 maggio 1900 da papa Leone XIII, e canonizzato, come uno dei 117 martiri del Vietnam, il 19 giugno 1988 da papa Giovanni Paolo II. I martiri vietnamiti sono ricordati congiuntamente il 24 novembre, ma san Domenico può anche esser ricordato nel suo dies natalis (il giorno del martirio), il 2 aprile, secondo il Martirologio Romano:
(Martirologio Romano)